# Luis Esteva
Luis Esteva Maraboto (Cidade do México, 1935) é um engenheiro mexicano.

## Vida
Nasceu na Cidade do México, em 1935. Graduado em engenharia civil na Universidade Nacional Autônoma do México (UNAM) em 1958, com mestrado no Instituto de Tecnologia de Massachusetts (MIT) em 1959 e doutorado na UNAM em 1968.